# Jehanster
Ne doit pas être confondu avec Jehoster.
Jehanster  est un village de la commune de Theux dans la province de Liège en Région wallonne (Belgique).
Avant la fusion des communes, Jehanster faisait partie de la commune de Polleur.

## Situation
Ce petit village se trouve sur une colline (dont la crête culmine à une altitude de 360 m) entre Verviers distant de 6 km et Polleur situé à un peu plus de 2 km. Jehanster se situe le long et à proximité de la route nationale 640 Verviers-Francorchamps.

## Description
Les plus anciennes demeures du village sont souvent des fermettes bâties en moellons de grès avec des encadrements de portes et fenêtres en pierre de taille.
L'église Saint-Roch construite en brique abrite des orgues du XVIIe siècle reprises sur la liste du patrimoine immobilier classé de Theux. 
Jehanster possède une école communale.